# Kabinett Vanhanen II

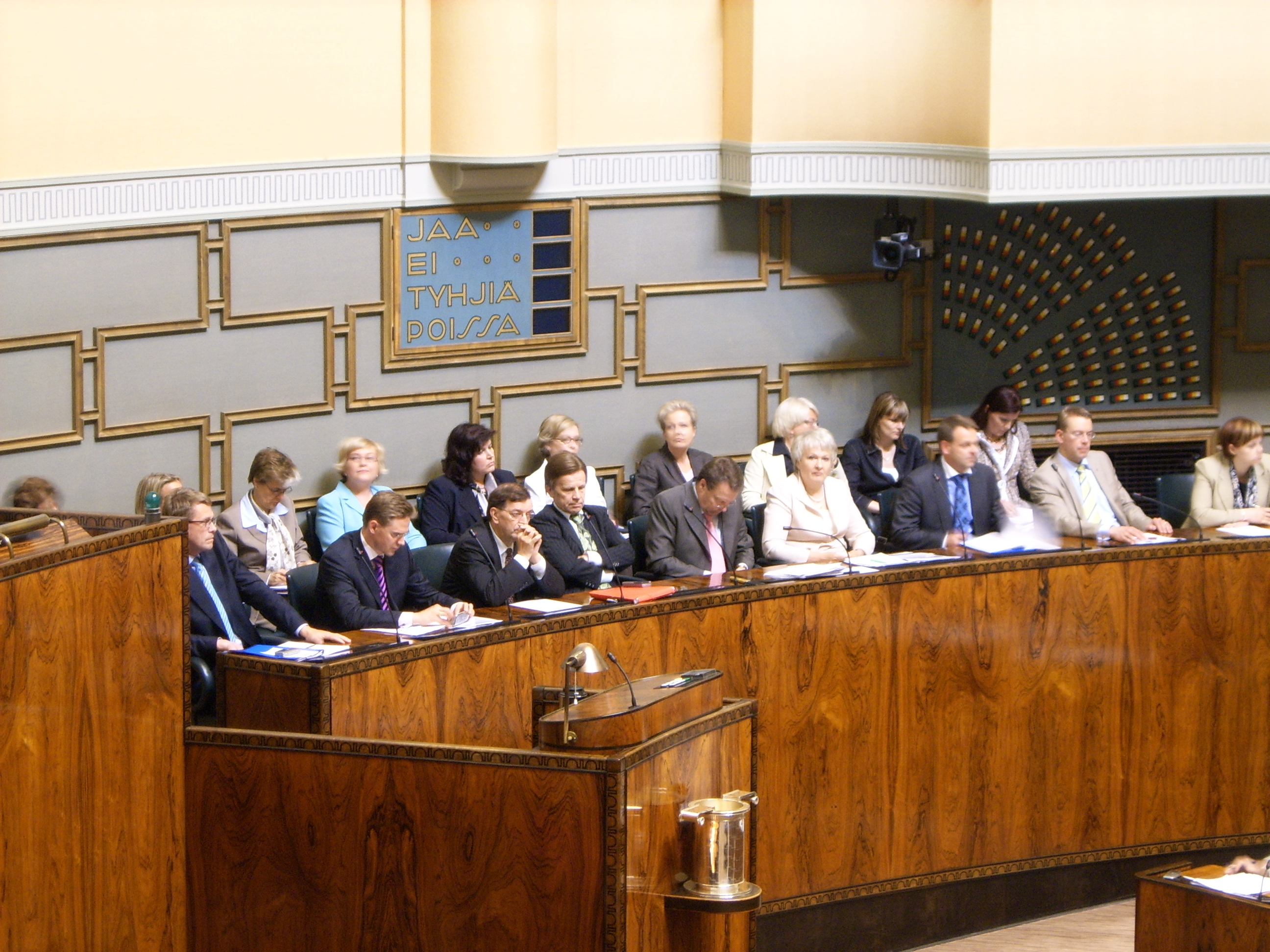
Matti Vanhanen (links, vordere Reihe) mit seinen Ministern auf der Regierungsbank, 2007.

Das Kabinett Vanhanen II war die 70. Regierung in der Geschichte Finnlands. Sie wurde am 19. April 2007 vereidigt und blieb bis zum 22. Juni 2010 im Amt. Neben der Zentrumspartei des Ministerpräsidenten Matti Vanhanen gehörten ihr die Sammlungspartei, die Grünen und die Schwedische Volkspartei an.

## Hintergrund
Am 24. Juni 2003 war Matti Vanhanen Nachfolgerin von Anneli Jäätteenmäkis geworden. Er führte eine Koalition aus Zentrumspartei, Sozialdemokratischer Partei und Schwedischer Volkspartei. Nach Verlusten für die Sozialdemokraten in der Parlamentswahl am 18. März 2007 bildete Vanhanen die neue Mitte-rechts-Koalition.
Am 18. Juni 2010 erklärte Vanhanen seinen Rücktritt – offiziell wegen gesundheitlicher Probleme. Mari Kiviniemi wurde seine Nachfolgerin und führte die Regierung bis zur Parlamentswahl 2011.

## Minister
| Amt                                                         | Name                                                | Partei                    |
| ----------------------------------------------------------- | --------------------------------------------------- | ------------------------- |
| Ministerpräsident                                           | Matti Vanhanen                                      | Zentrumspartei Finnlands  |
| Finanzminister & Stellvertretender Ministerpräsident        | Jyrki Katainen                                      | Nationale Sammlungspartei |
| Minister für Öffentliche Verwaltung und Regionale Regierung | Mari Kiviniemi                                      | Zentrumspartei Finnlands  |
| Außenminister                                               | Ilkka Kanerva ab 4. April 2008: Alexander Stubb     | Nationale Sammlungspartei |
| Minister für Außenhandel und Entwicklung                    | Paavo Väyrynen                                      | Zentrumspartei Finnlands  |
| Verteidigungsminister                                       | Jyri Häkämies                                       | Nationale Sammlungspartei |
| Innenminister                                               | Anne Holmlund                                       | Nationale Sammlungspartei |
| Europa- und Immigrationsminister                            | Astrid Thors                                        | Schwedische Volkspartei   |
| Justizminister                                              | Tuija Brax                                          | Grüner Bund               |
| Bildungsminister                                            | Sari Sarkomaa ab 19. Dezember 2008: Henna Virkkunen | Nationale Sammlungspartei |
| Kultur- und Sportminister                                   | Stefan Wallin                                       | Schwedische Volkspartei   |
| Land- und Forstwirtschaftsminister                          | Sirkka-Liisa Anttila                                | Zentrumspartei Finnlands  |
| Verkehrsminister                                            | Anu Vehviläinen                                     | Zentrumspartei Finnlands  |
| Kommunikationsminister                                      | Suvi Lindén                                         | Nationale Sammlungspartei |
| Wirtschaftsminister                                         | Mauri Pekkarinen                                    | Zentrumspartei Finnlands  |
| Minister für soziale Angelegenheiten und Gesundheit         | Liisa Hyssälä ab 24. Mai 2010: Juha Rehula          | Zentrumspartei Finnlands  |
| Minister für Gesundheit und soziale Leistungen              | Paula Risikko                                       | Nationale Sammlungspartei |
| Arbeitsminister                                             | Tarja Cronberg ab 26. Juni 2009: Anni Sinnemäki     | Grüner Bund               |
| Umweltminister                                              | Paula Lehtomäki                                     | Zentrumspartei Finnlands  |
| Wohnungsbauminister                                         | Jan Vapaavuori                                      | Nationale Sammlungspartei |